# Acanthogonatus ericae
Acanthogonatus ericae is een spinnensoort in de taxonomische indeling van de bruine klapdeurspinnen (Nemesiidae).
Acanthogonatus ericae werd in 2008 beschreven door Indicatti.